# لوک دوبی
لوک دوبی (انگلیسی: Luke Dobie؛ زادهٔ ۷ اکتبر ۱۹۹۲) بازیکن فوتبال اهل بریتانیا است.
از باشگاه‌هایی که در آن بازی کرده‌است می‌توان به باشگاه فوتبال میدلزبرو، باشگاه فوتبال ویگان اتلتیک، باشگاه فوتبال آکرینگتون استنلی، و باشگاه فوتبال بریستول سیتی اشاره کرد.